# Грабов (Полтавская область)
Грабов (укр. Грабів) — село,
Савинский сельский совет,
Оржицкий район,
Полтавская область,
Украина.
Код КОАТУУ — 5323685102. Население по переписи 2001 года составляло 79 человек.
Село указано на трехверстовке Полтавской области. Военно-топографическая карта.1869 года как хутор без названия

## Географическое положение
Село Грабов находится между реками  Оржица и Слепород (7—8 км),
на расстоянии в 6 км от села Савинцы.